# Politisk fange
En politisk fange er en person som er fængslet eller på anden måde frarøvet handlings- og ytringsfrihed, fordi deres idéer eller rene nærvær, bliver betragtet som en udfordring eller trussel mod myndighederne. En politisk fange er gerne også en samvittighedsfange.
I mange tilfælde er politiske fanger gerne blevet fængslet uden lovbelæg direkte gennem udenomretslige processer.
Kendte eksempler er blandt andet Nelson Mandela, Louis Pio, Aung San Suu Kyi, Benazir Bhutto og Antonio Gramsci.

## Eksterne henvisning
- Wikimedia Commons har flere filer relateret til Politisk fange

| Jura | Spire Denne juraartikel er en spire som bør udbygges. Du er velkommen til at hjælpe Wikipedia ved at udvide den. |